# 日本国とインドとの間の平和条約
日本国とインドとの間の平和条約（にほんこくといんどとのあいだのへいわじょうやく）は、日本とインドとの間で1952年に結ばれた講和条約。
通称は日印平和条約。

## 沿革
- 1952年
  - 6月9日 - 東京で調印。全権委員（署名者）は、日本側：外務大臣岡崎勝男、インド側：在日本国インド大使館特命全権大使K・K・チェトゥール
  - 6月10日 - 内閣から衆議院へ「インドとの平和条約の締結について承認を求めるの件」提出
  - 6月14日 - 衆議院承認、参議院へ送付
  - 7月5日 - 参議院承認、これにより国会の承認があった旨内閣へ通知
  - 8月26日 - 日本の官報に「日本国とインドとの間の平和条約（昭和27年条約第12号）」として公布
  - 8月27日 - ニューデリーで批准書交換、同条約第11条の規定により発効

## 要旨

### 条文
- 通商協定や漁業協定の締結に努めること（第2条、第3条）
- インドの賠償請求放棄（第6条）

## 経緯
インドはサンフランシスコ講和会議に招請を受けたが、当時のインド首相ジャワハルラール・ネルーが「日本に名誉と自由を他の国々と同様に与えるべきである」と考えたため1951年8月23日に会議への参加と条約への調印を拒否した。日本の主権が制限されていること（占領下での日本国とアメリカ合衆国との間の安全保障条約締結の合法性の問題や沖縄、小笠原諸島のアメリカ合衆国による信託統治）を非難した一方、日本に対しても東側諸国の講和会議参加への障害となっているとして千島列島や樺太、台湾等の関係国への返還を求めた。ただし、日本との関係回復を否定する立場にはないとして、日本国との平和条約調印当日になって日本側に対して個別に平和条約を結ぶ意思があることを通告した。
なお、この条約で取り決められた外交・通商関係の規定は暫定的なものとされ、具体的な項目については1958年2月に締結（同年4月8日発効）された日印通商条約によって最終的な解決をみた。